# Monteregio di Massa Marittima
Monteregio di Massa Marittima è la DOC riservata ad alcuni vini prodotti in provincia di Grosseto.